# BG Universitätsklinikum Bergmannsheil Bochum
Das Berufsgenossenschaftliche Universitätsklinikum Bergmannsheil gGmbH bildet eine nicht landeseigene Universitätsklinik am Universitätsklinikum der Ruhr-Universität Bochum. Es gehört zur Unternehmensgruppe der BG Kliniken.

## Geschichte

### Bau und frühe Jahre
Zwischen 1888 und 1890 entstand das Bergmannsheil (damals: Bergbau-Berufsgenossenschaftliche Krankenanstalten Bergmannsheil) als Spezialklinik zur Unfallversorgung der Bergleute des Ruhrgebietes. Es gilt als die älteste Unfallklinik der Welt.
Verantwortlich war die Bergbau-Berufsgenossenschaft (damals Knappschafts-Berufsgenossenschaft), die mit der Neugründung auf die seinerzeit hohen Unfallzahlen im Ruhrbergbau reagieren wollte.
Die spezielle unfallmedizinische Ausrichtung der Klinik war zu jener Zeit ein Novum und äußerte sich auf vielerlei Weise: Damit Unfallverletzte beispielsweise möglichst schnell in die Klinik befördert und dort versorgt werden konnten, wurde von Anbeginn ein Krankentransportwagen vorgehalten – anfangs noch von Pferden gezogen, später motorisiert. Seit 1892 gab es ein sogenanntes „Medico-mechanisches Institut“, das die Nachbehandlung und Rehabilitation von verunfallten Patienten zu verbessern half. 1896 folgte die Einrichtung eines „Röntgen-Cabinets“, wodurch diese noch sehr junge diagnostische Methode im Bergmannsheil zur Anwendung kam.

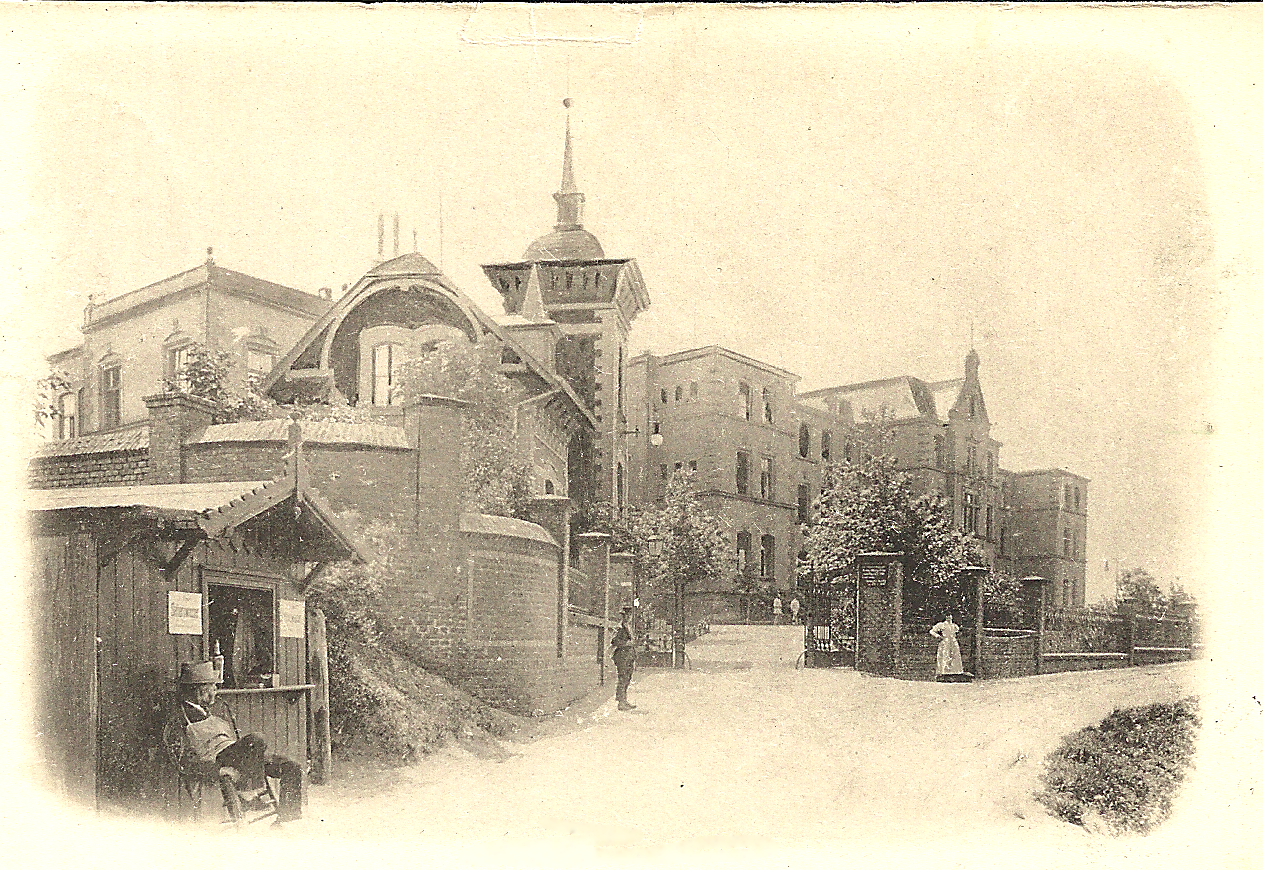
Außenansicht um 1898
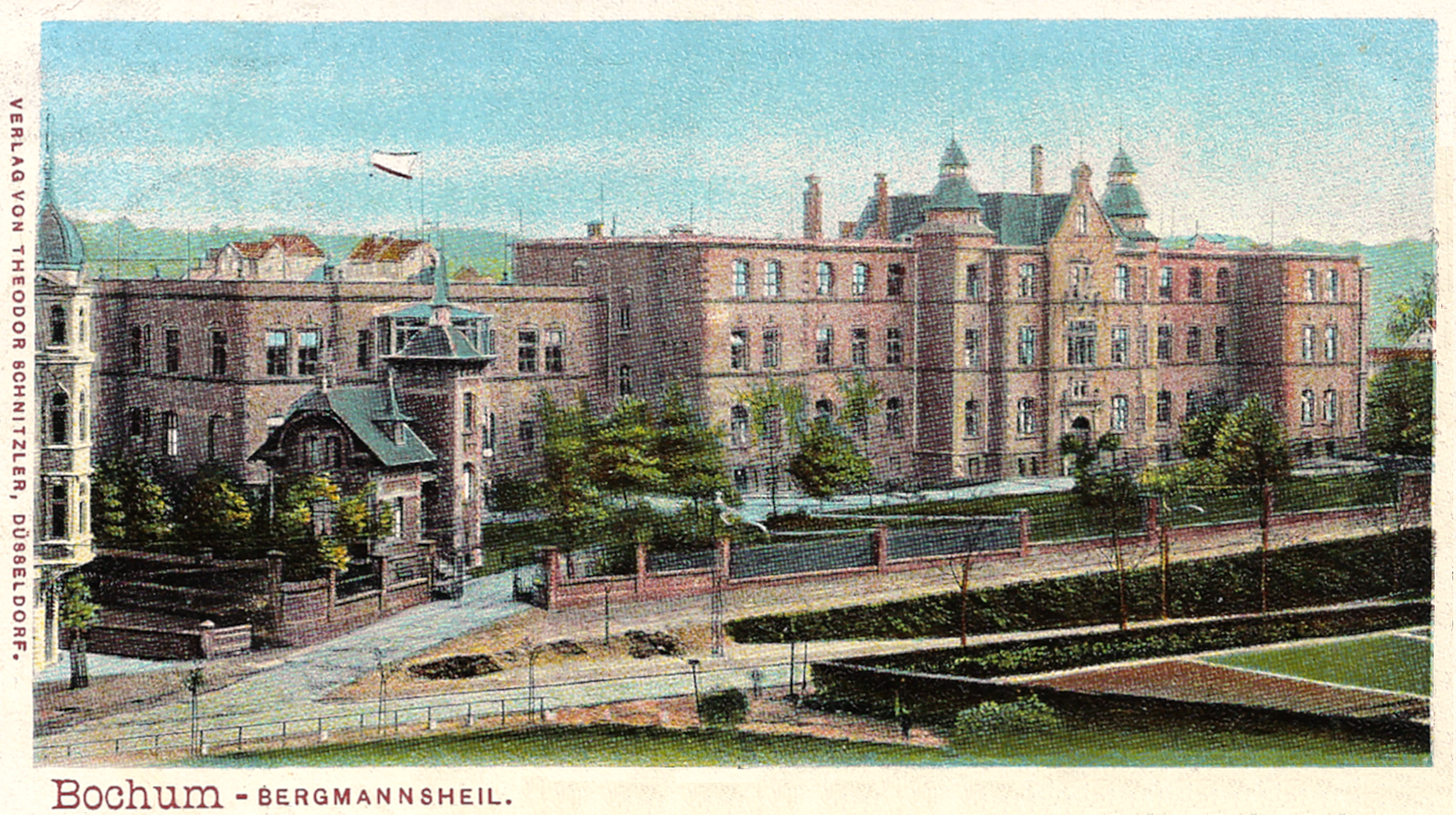
Das Bergmannsheil im Jahre 1907
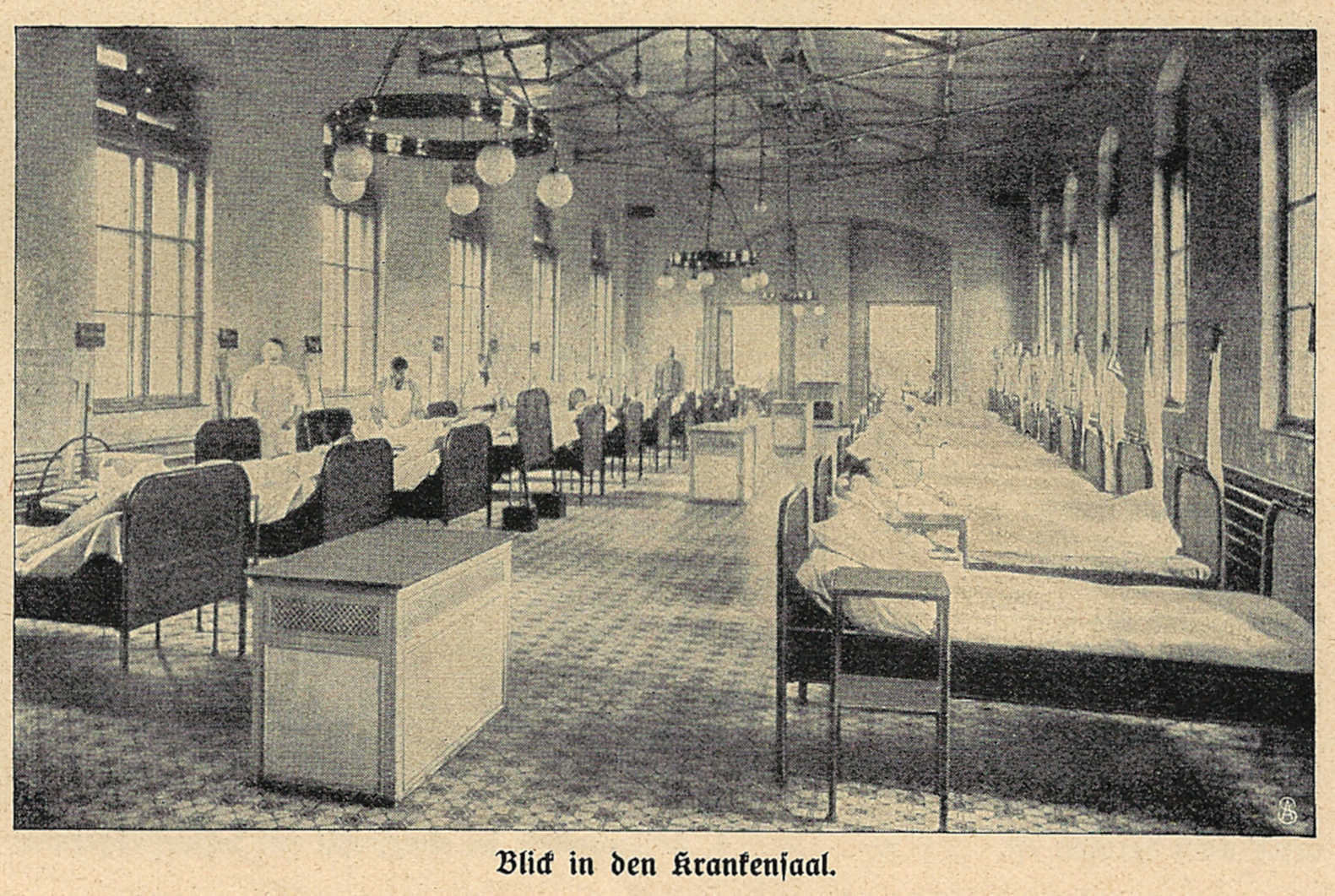
Krankensaal um 1910

### Kriegszeit und Zerstörung
Während und nach dem Ersten Weltkrieg behandelte das Bergmannsheil viele verwundete Soldaten und Kriegsverletzte. Seit 1918 wurden Prothesen für amputierte Patienten in einer eigenen orthopädischen Werkstatt hergestellt.
Im Jahr 1919 wurden eine Prosektur und 1920 eine „Innere und Nervenabteilung“ eingerichtet, die 1929 ein eigenes Gebäude bezog. Die Prosektur ging später in das Institut für Pathologie der Ruhr-Universität Bochum am Berufsgenossenschaftlichen Universitätsklinikum Bergmannsheil über. Außerdem wurden eine eigene Apotheke und eine Krankenpflegeschule eingerichtet, daneben wurde auch der chirurgische Kernbereich neu strukturiert.
Während des Zweiten Weltkriegs legte die Organisation Todt unter dem Bergmannsheil ein System von Stollen zum Schutz gegen Luftangriffe an. In der Bombennacht des 4. November 1944 wurde das Krankenhaus vollständig zerstört.

### Wiederaufbau
Nach dem Wiederaufbau, der unter anderem durch Kompensation von Kohle, die beim Bau der Stollen gefunden worden war, gegen Baumaterialien finanziert werden konnte, wurde das medizinische Spektrum noch mehr erweitert: Zu nennen sind hier zum Beispiel die Abteilung für Querschnittgelähmte (1952) und der Aufbau einer Abteilung für Schwerbrandverletzte (1964), der heutigen Klinik für Plastische Chirurgie und Schwerbrandverletzte. Weiterhin wurden Abteilungen für Anästhesie sowie Radiologie und Nuklearmedizin gegründet sowie mehrere Abteilungen für Inneren Medizin. Diese gewannen zunehmend an Bedeutung, differenzierten sich und entwickelten sich zu eigenständigen Abteilungen und Kliniken. Dies ging einher mit der Veränderung des Patientenklientels des Bergmannsheil und seiner Entwicklung von einem Spezial- zu einem Allgemeinkrankenhaus. Den Hintergrund bildeten Bergbaukrise und Zechensterben: Denn mit den Beschäftigtenzahlen im Bergbau sanken auch die Arbeitsunfälle kontinuierlich, die stetig verbesserten Maßnahmen zur Unfallprävention und zum Arbeitsschutz der Berufsgenossenschaften taten ihr Übriges. Die Klinik öffnete sich verstärkt für andere Patientengruppen – allerdings ohne ihre historisch begründeten Schwerpunkte in der Chirurgie und Unfallmedizin aus dem Blick zu verlieren. Heute ist das Bergmannsheil ein Krankenhaus mit Maximalversorgungsstandard.
Seit dem Jahr 1977 ist das Bergmannsheil eine Universitätsklinik der Ruhr-Universität Bochum im Rahmen des Bochumer Modells. Dieses anfangs mit weiteren Bochumer Krankenhäusern als Provisorium gestartete „Bochumer Modell“, das anstelle einer ursprünglich geplanten Campus-Klinik die Medizinerausbildung für die Medizinische Fakultät der Ruhr-Universität sicherstellte, wurde schließlich zur dauerhaften Lösung erklärt. Durch die Anbindung an die Medizinische Fakultät konnte das Bergmannsheil auch seine Aktivitäten in Wissenschaft und Forschung nun in einem universitären Kontext fortführen und intensivieren.
Seit 1. Januar 2007 firmiert das Bergmannsheil nach Umwandlung der Rechtsform zunächst als „Berufsgenossenschaftliches Universitätsklinikum Bergmannsheil GmbH“, am 1. Januar 2016 erfolgte die Umfirmierung als „Berufsgenossenschaftliches Universitätsklinikum Bergmannsheil gGmbH“. Am selben Tage wurde das Bergmannsheil durch Übertragung von 74,9 % der Geschäftsanteile von den Gesellschaftern auf die Muttergesellschaft als eine Tochtergesellschaft in den neu gegründeten Konzern „BG Kliniken – Klinikverbund der gesetzlichen Unfallversicherung gGmbH“ übernommen.

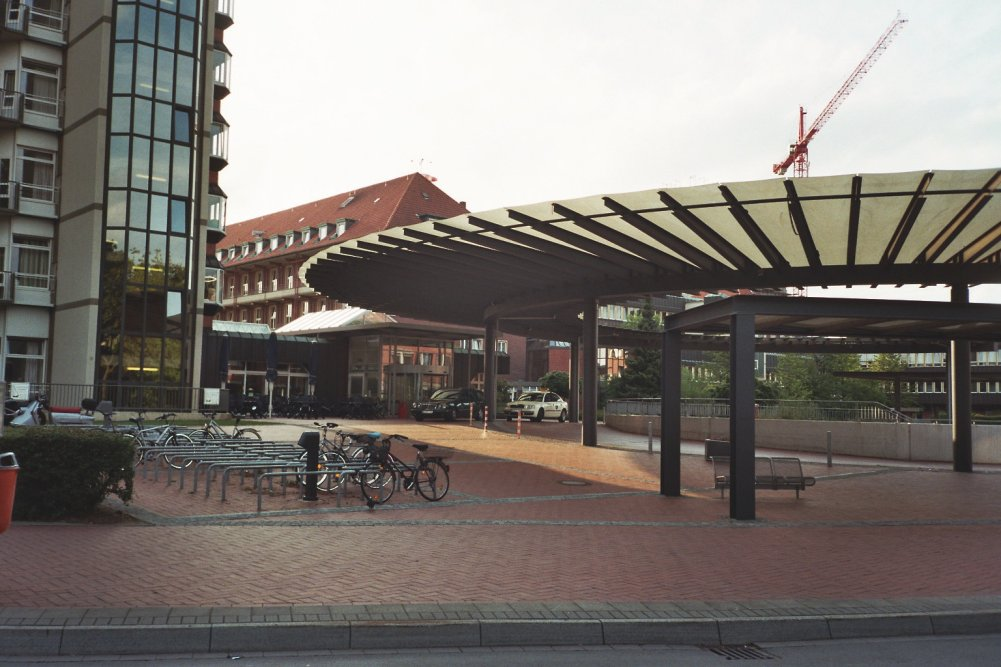
Eingangsbereich des Bergmannsheil (2005)
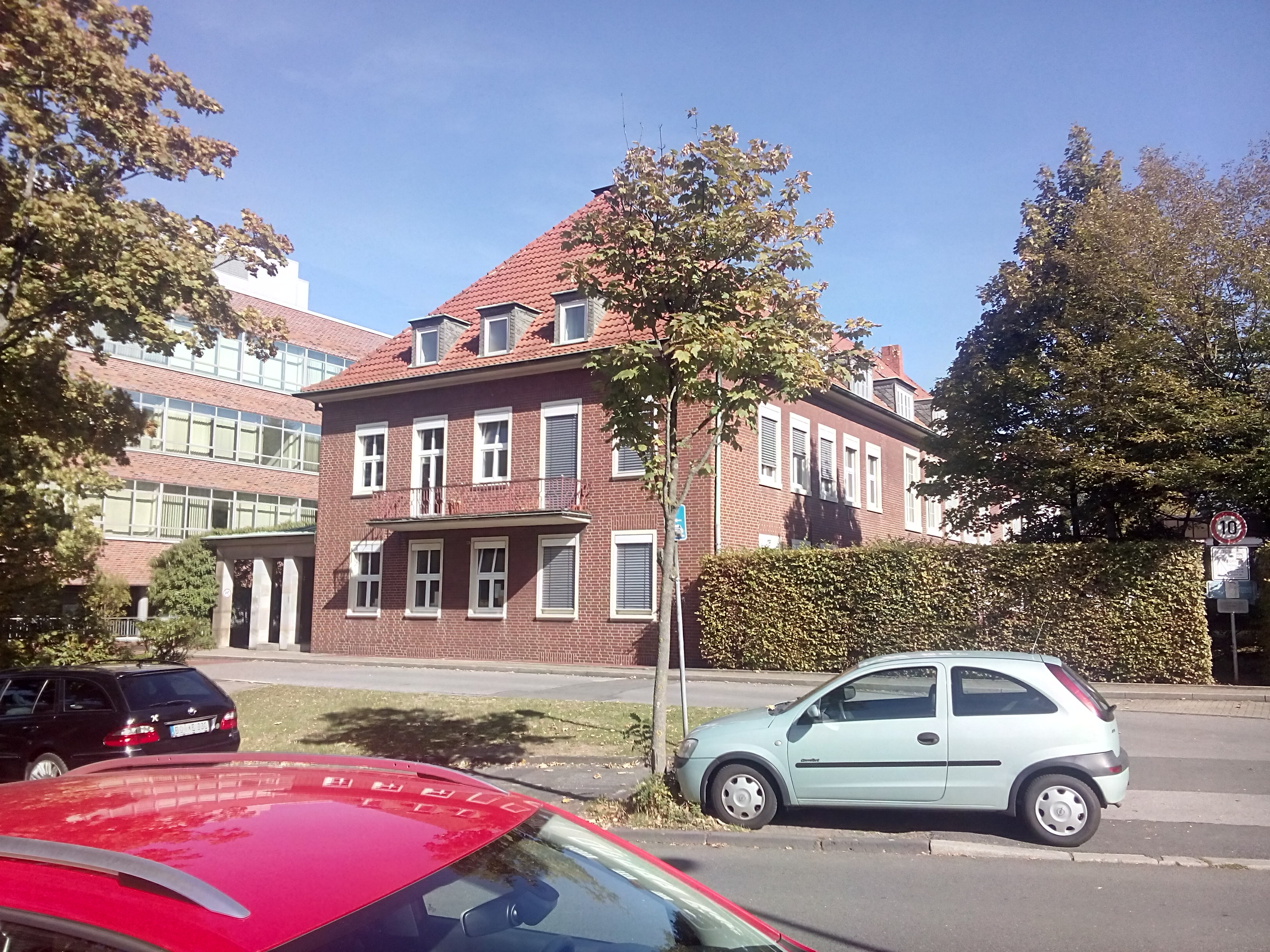
Haus 8
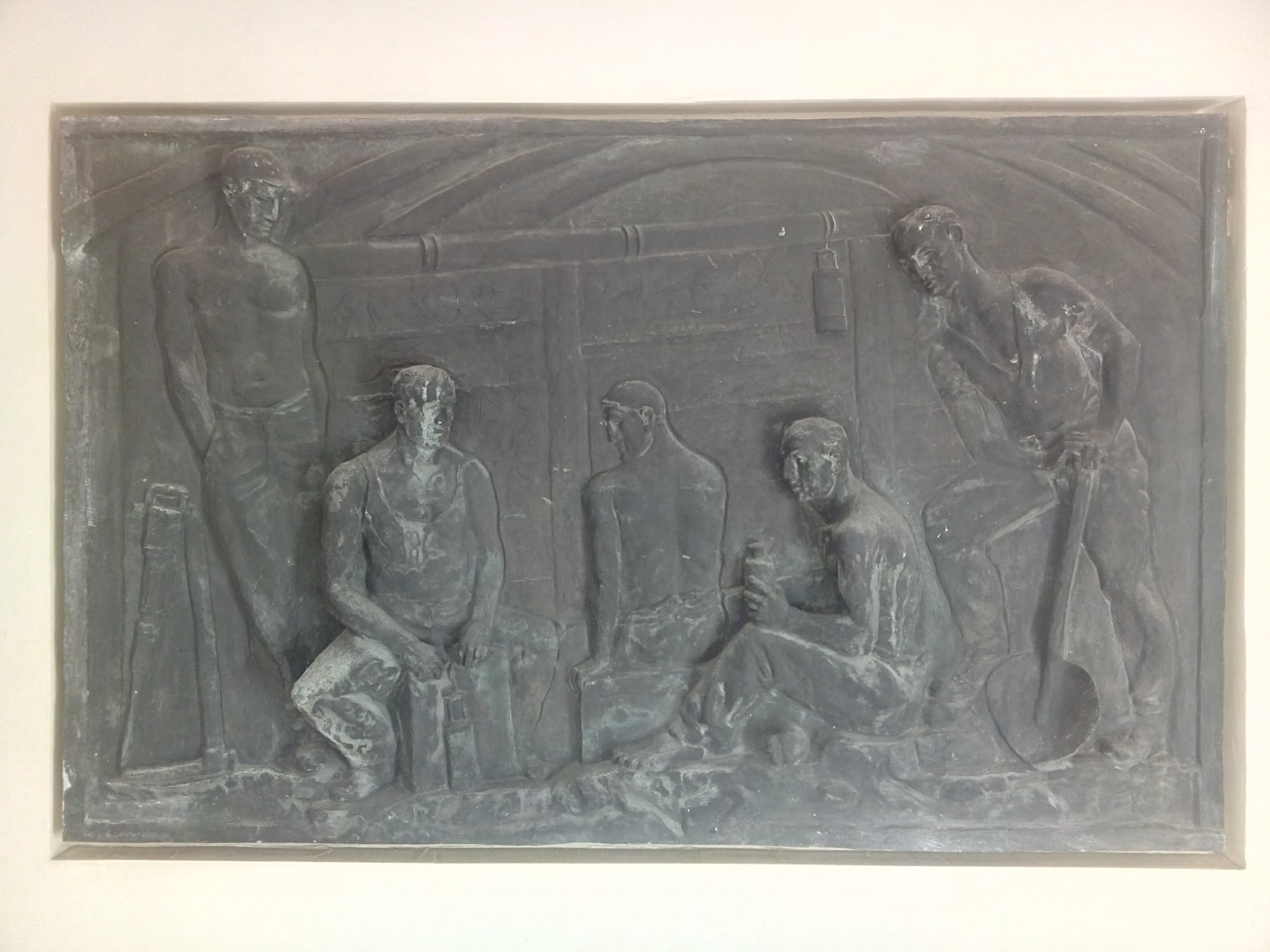
Relief im Foyer des Hauses 8

### Ausbau
Ein neues achtstöckiges Bettenhaus, dessen Baukosten rund 50 Millionen Euro betrugen, wurde im Dezember 2006 eröffnet. Das Haus, das alle anderen Gebäude überragt, stellt 2 Hubschrauberlandeplätze, 253 Bettenplätze mit sehr hohem Komfort und 41 Intensivüberwachungsbetten bereit. Großteilig finanziert wurde dieser Bau sowie das ganze Klinikum durch seinen früheren Träger, die Bergbau-Berufsgenossenschaft, die die gesetzliche Unfallversicherung aller deutschen Bergbau-Unternehmer war. Sie hat sich im Januar 2010 mit anderen Berufsgenossenschaften zur heutigen Berufsgenossenschaft Rohstoffe und chemische Industrie (BG RCI) vereinigt.
Im April 2008 wurde mit dem Bau eines mehrstöckigen Forschungsgebäudes zwischen den Häusern 2 und 10 begonnen. Der viergeschossige, kubusförmige Anbau schließt an Haus 10 an wurde im November 2009 fertiggestellt. Er gehört zum Institut für Prävention und Arbeitsmedizin der Deutschen Gesetzlichen Unfallversicherung, einem Institut der Ruhr-Universität Bochum (IPA).
Im September 2010 wurde der Spatenstich gesetzt zum Bau eines neuen Funktionstraktes und Bettenhauses am Bergmannsheil. Der neue Funktionstrakt entstand zwischen den Häusern 1 und 3 und enthält eine interdisziplinäre Notfallaufnahme, ein OP-Zentrum, neue und erweiterte Intensivkapazitäten sowie Funktionseinrichtungen. Auch das alte Bettenhaus 2 wurde abgerissen und macht einem Neubau Platz. Das Bauprojekt wird in zwei Bauabschnitten realisiert. Der erste Bauabschnitt wurde im Juni 2013 eingeweiht. Der zweite Bauabschnitt wurde 2018 fertiggestellt. Die Baukosten für das Gesamtprojekt belaufen sich auf rd. 150 Mio. Euro, die von der Deutschen Gesetzlichen Unfallversicherung (DGUV) und dem Bergmannsheil getragen werden.
Mit der Fusion der neun berufsgenossenschaftlichen Akutkliniken der gesetzlichen Unfallversicherung wurde das Bergmannsheil am 1. Januar 2016 Teil des Konzerns der BG Kliniken.

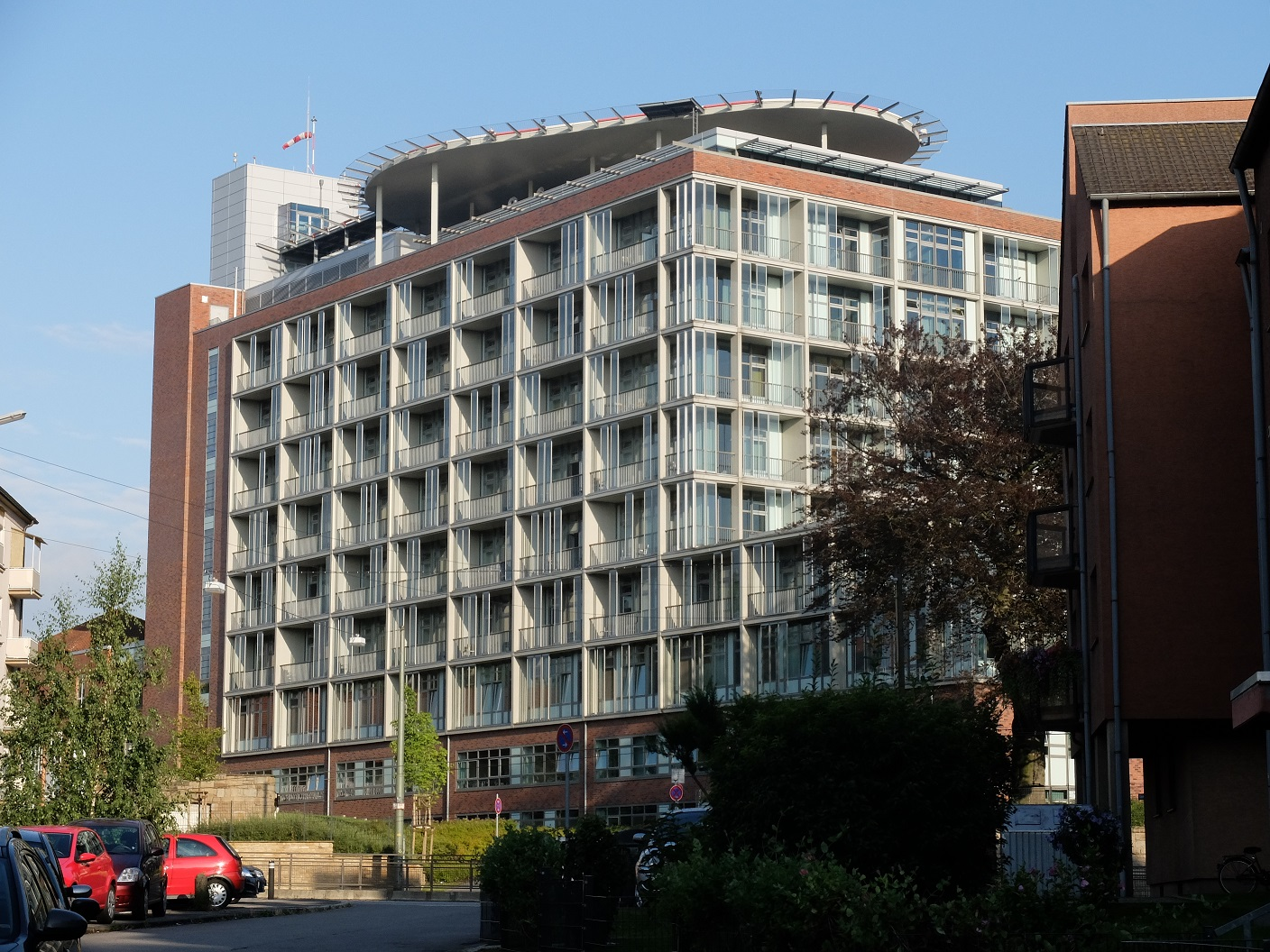
Haus 3 des Universitätsklinikums Bergmannsheil
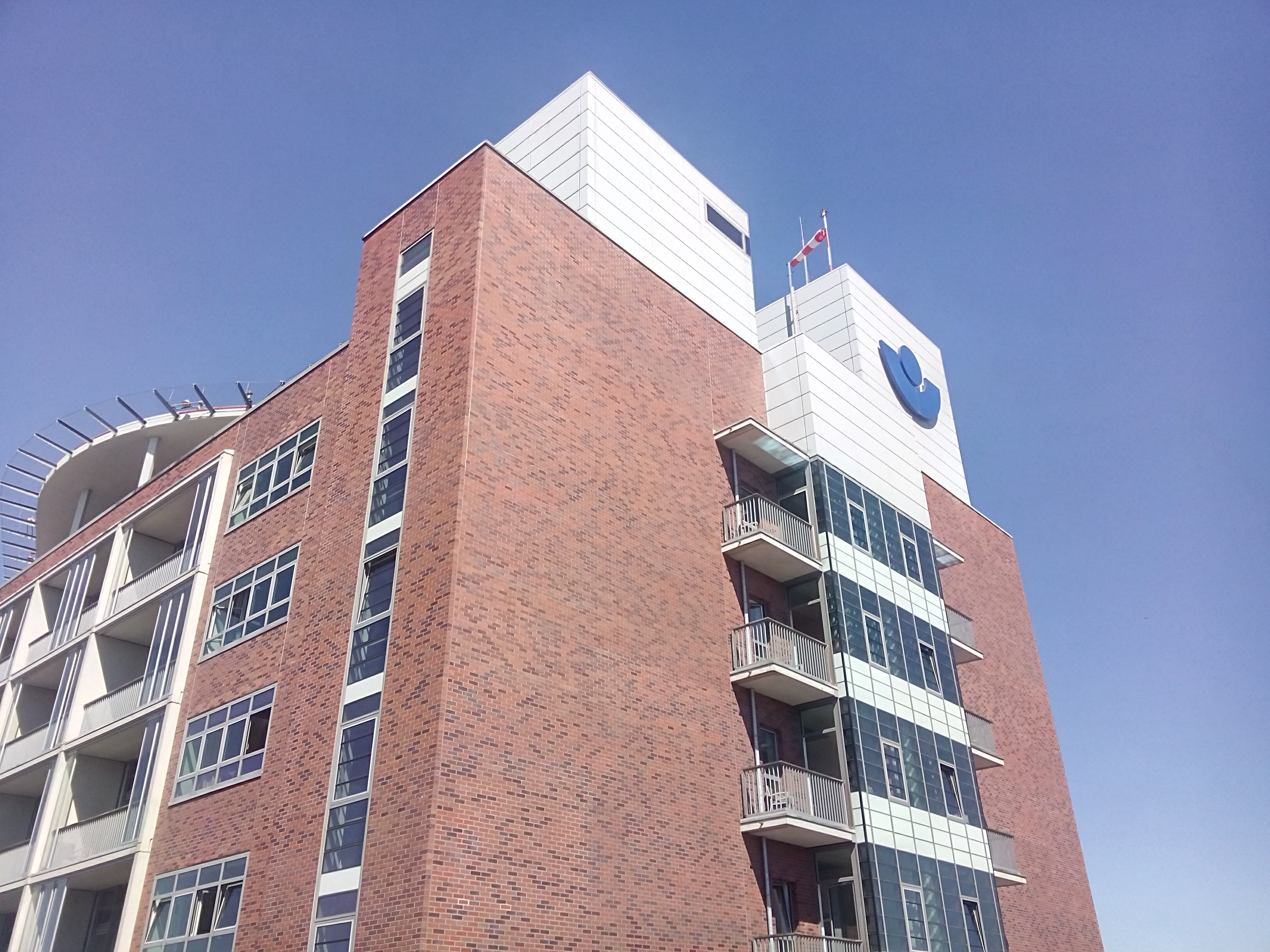
Ostfassade des Hauses 3
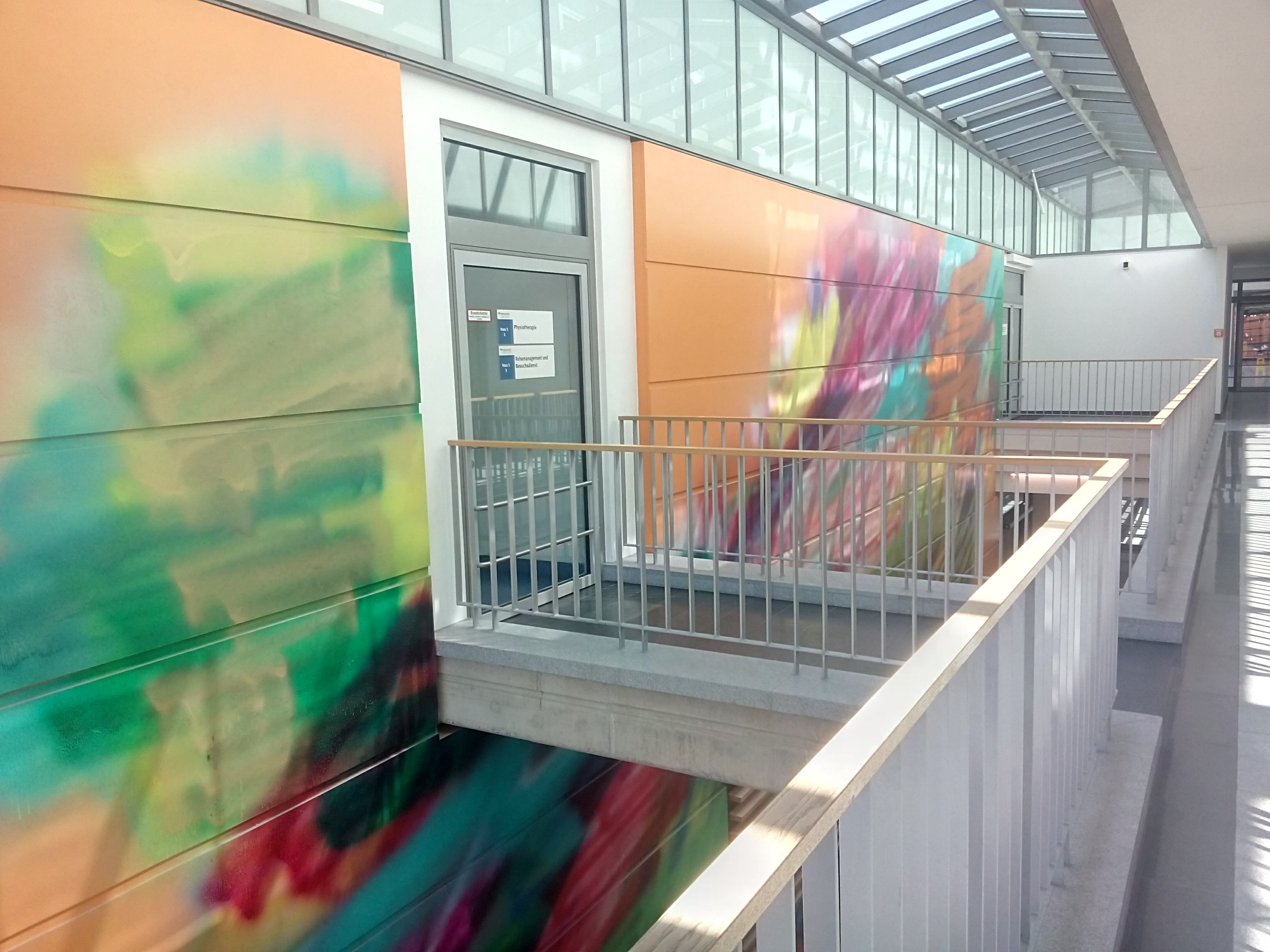
Haus 3, Galerie aus dem 2. Stock
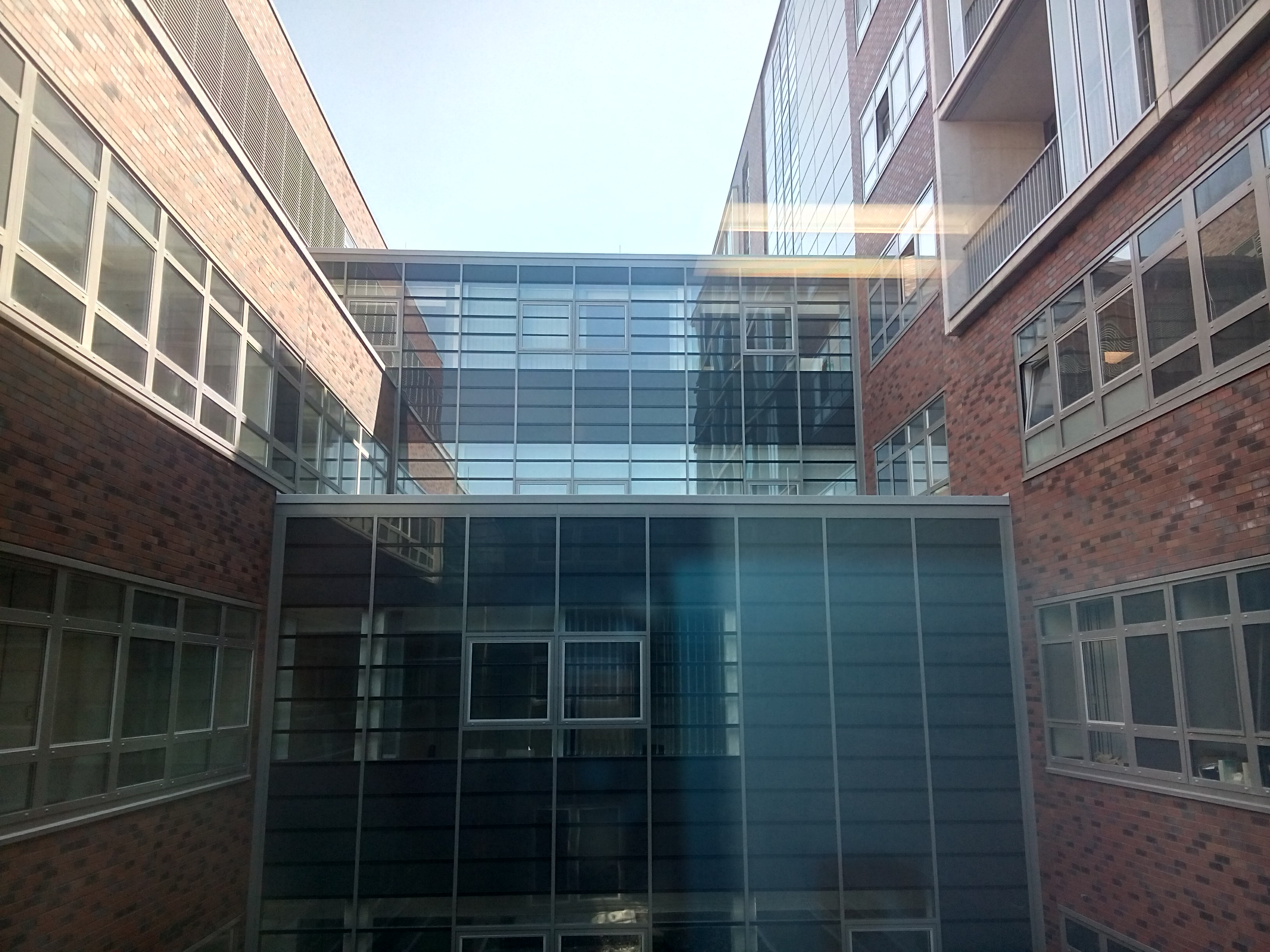
Häuser 6 und 2
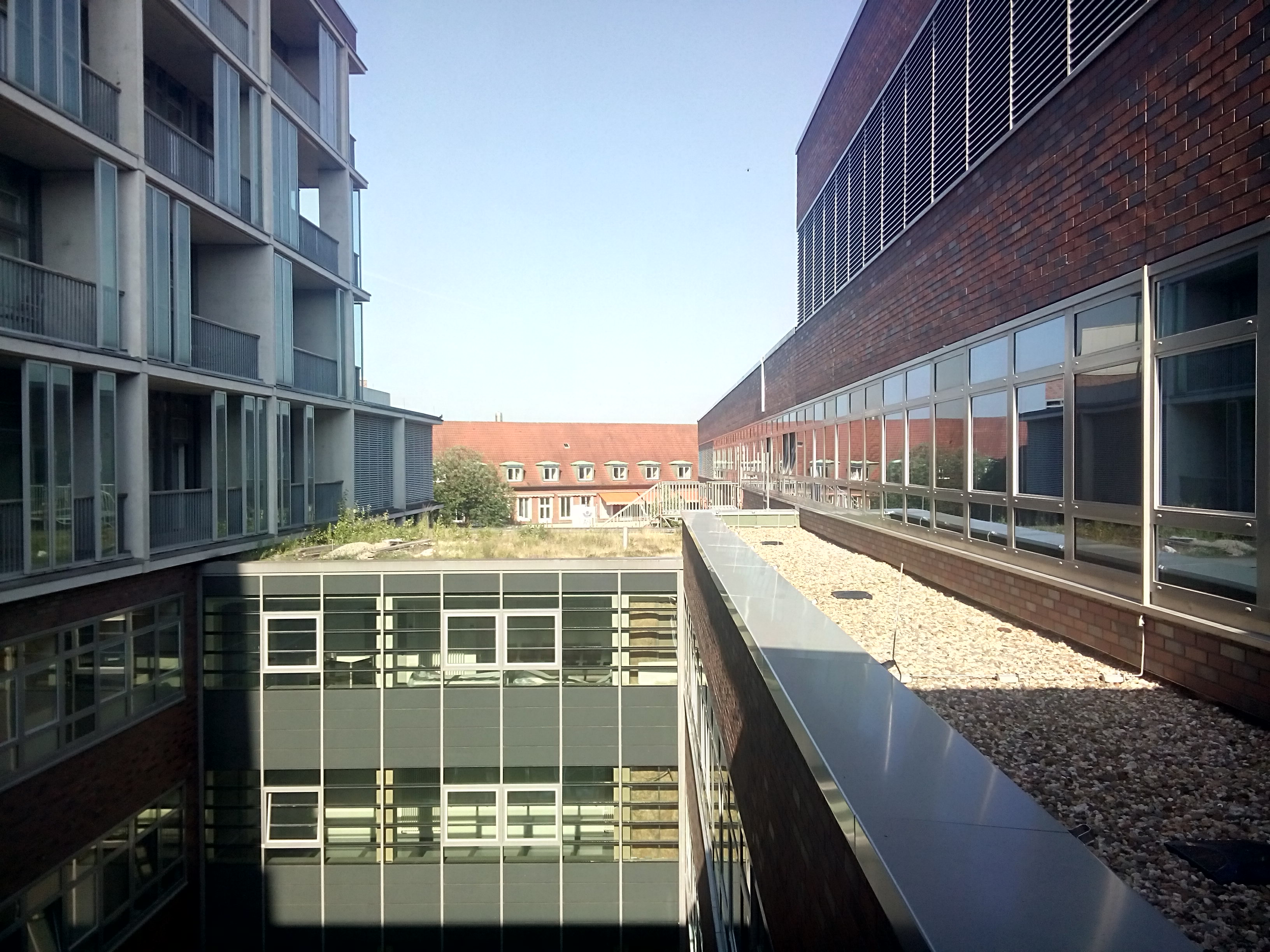
Häuser 2, 6 und 10
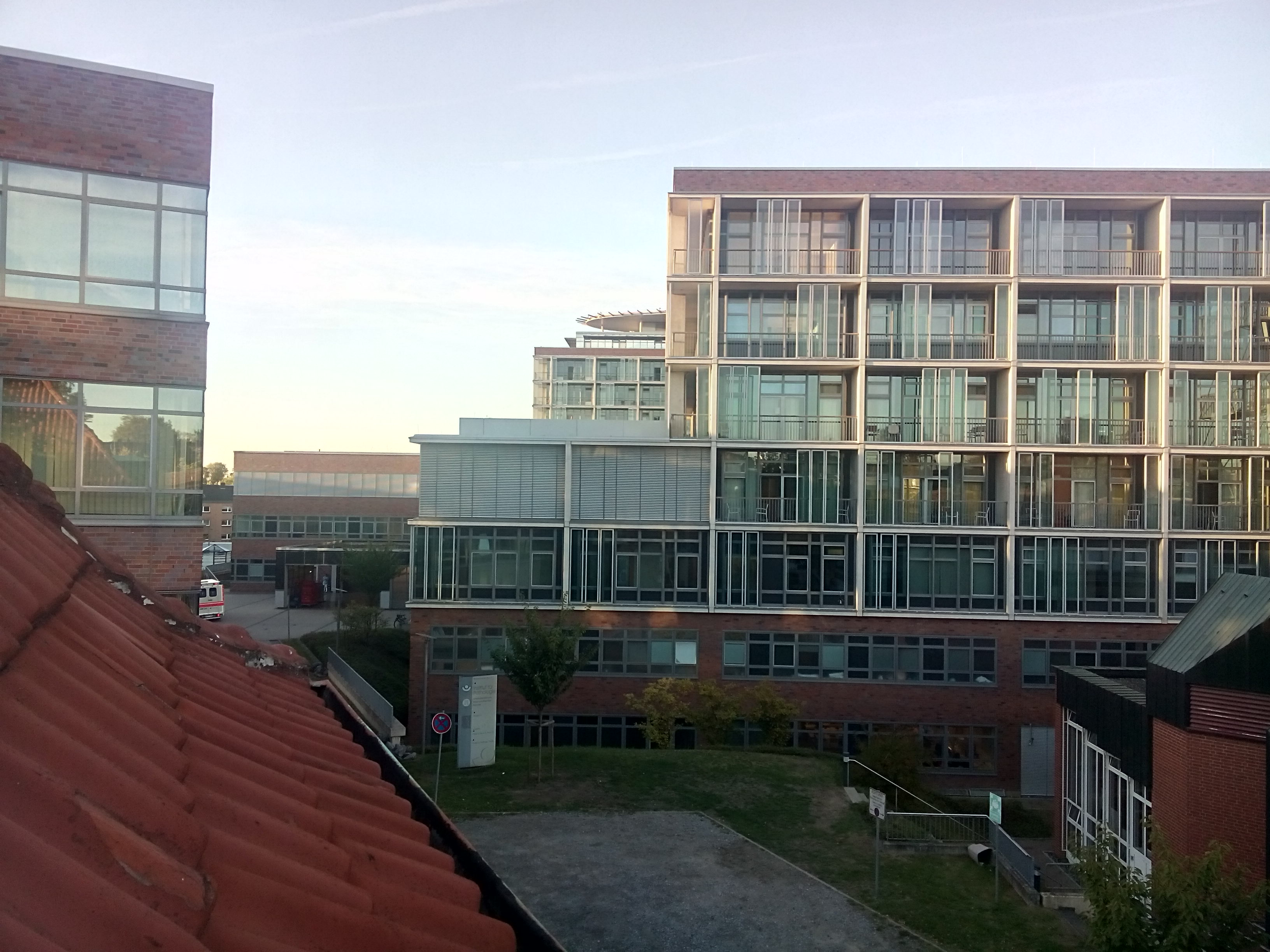
Häuser 8, 9, 2 und 3

### Großbrand am 30. September 2016
In der Nacht vom 29. auf den 30. September 2016 zerstörte ein von einer Patientin in suizidaler Absicht gelegter Brand mehrere Stockwerke und das Dach des 1986 eröffneten Bettenhauses 1. Zwei Menschen wurden getötet und sieben schwer verletzt. Der Bochumer Berufsfeuerwehrmann und Sprecher der Deutschen Feuerwehr-Gewerkschaft Udo Lipp kritisierte später, es seien in der ersten Phase viel zu wenig Feuerwehrleute vor Ort gewesen, sodass kein koordinierter Löschangriff möglich gewesen sei. Der zuständige Amtsleiter der Stadt Bochum, Dirk Hagebölling, widersprach dieser Kritik.
In Folge des Brandes gingen sechs Stationen mit zusammen 200 Bettplätzen, was etwas mehr als einem Viertel der Gesamtkapazität des Klinikums entspricht, verloren. Der Verlust wurde zunächst teilweise durch temporäre Auslagerung zweier Stationen (Schmerzmedizin und Teile der Neurologie) in das Haus Börnig des Marienhospitals Herne ausgeglichen. Seit 2018 ist ein Ersatzbettenhaus (Haus 51) auf dem Gelände eines ehemaligen Mitarbeiterparkhauses fertiggestellt. Wie mit dem schwer beschädigten Haus 1 weiter verfahren werden sollte, war lange Zeit unklar. Im Juli 2024 wurde bekannt, dass für 2026 der Abriss der oberen sechs Geschosse des Bettenhauses 1 geplant sei; der Rest des Gebäudes (Erdgeschoss und erster Stock) werde saniert.

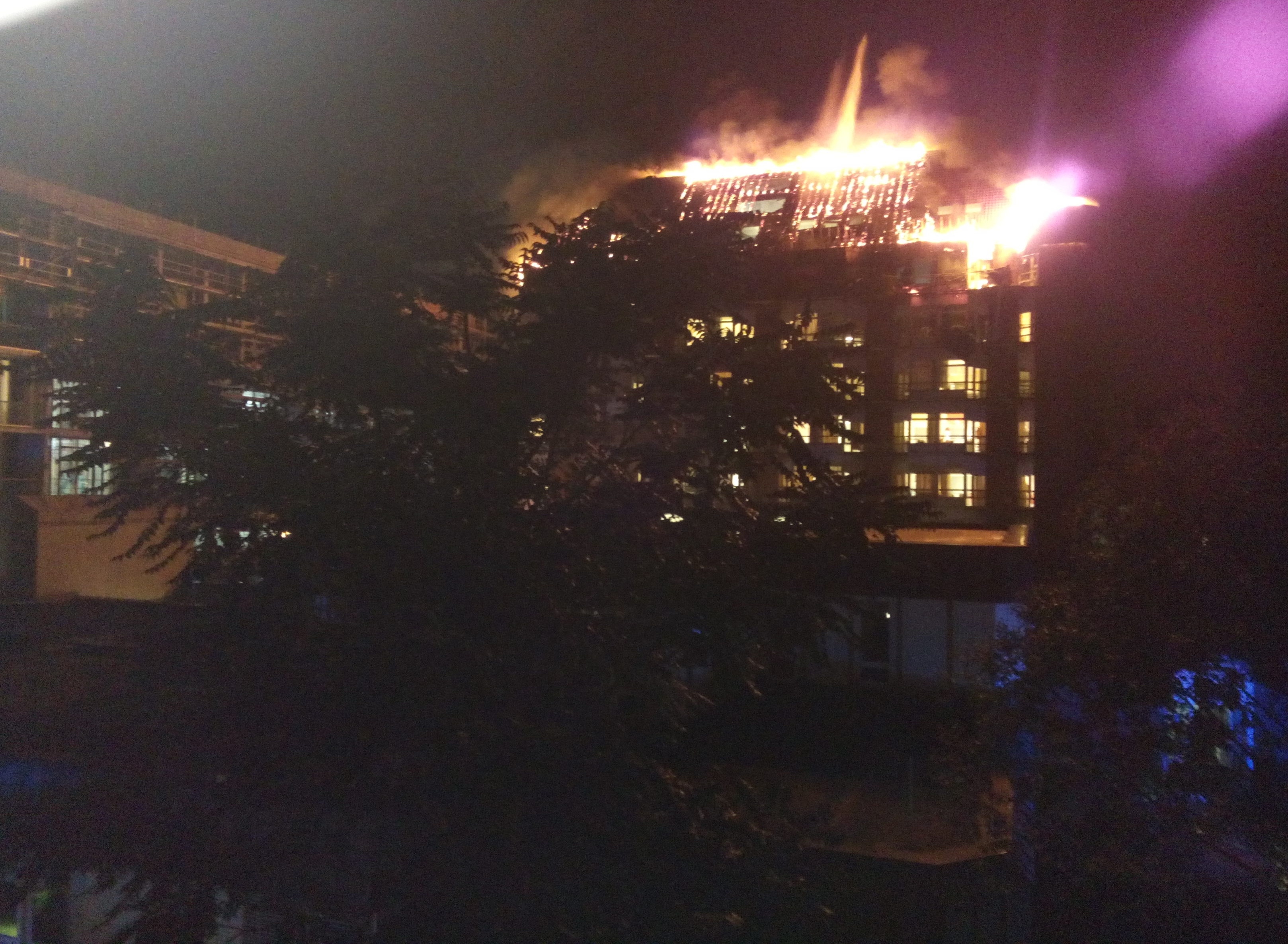
Brand des Hauses 1 am 30. September 2016
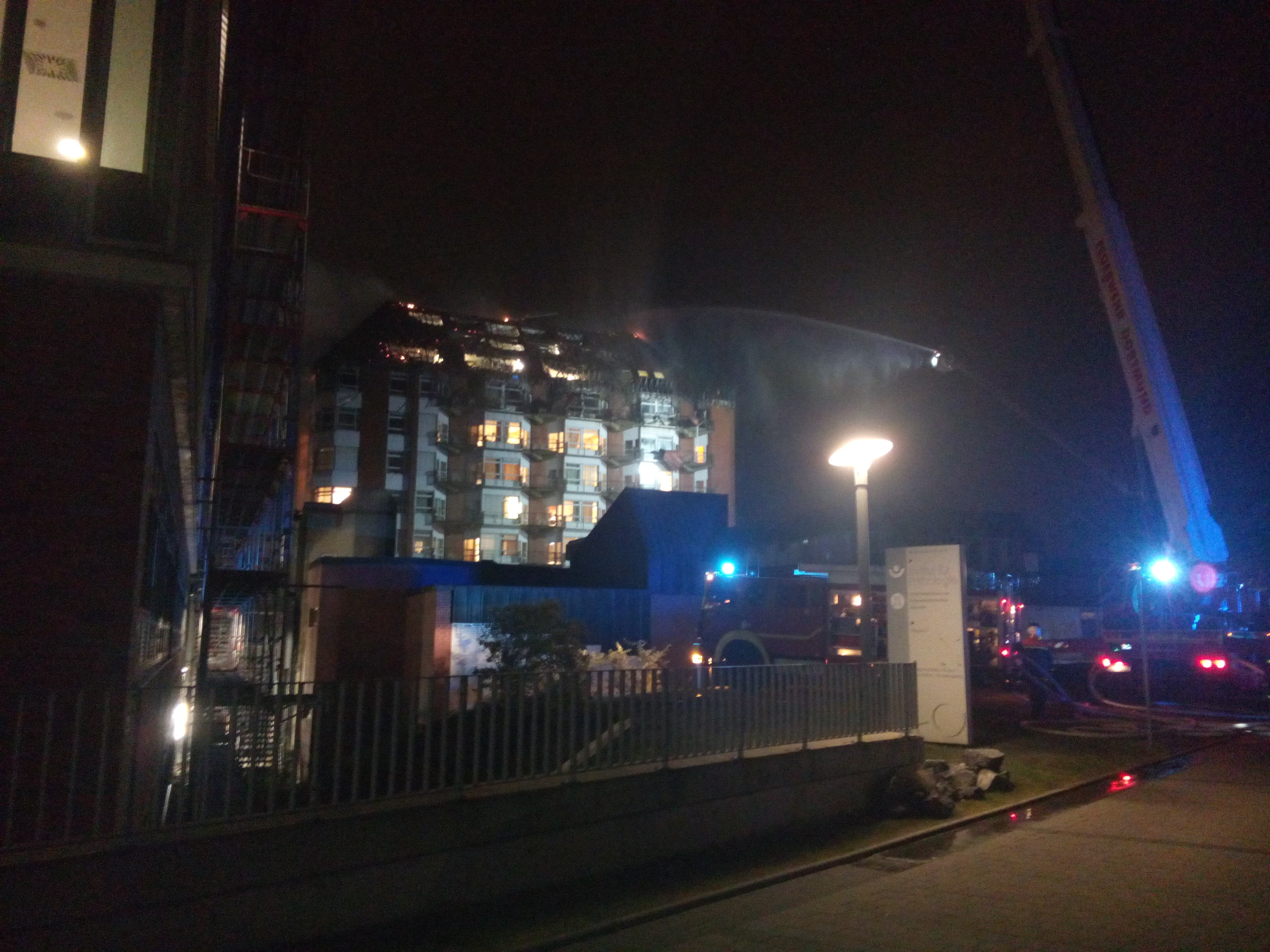
Löscharbeiten in der Brandnacht
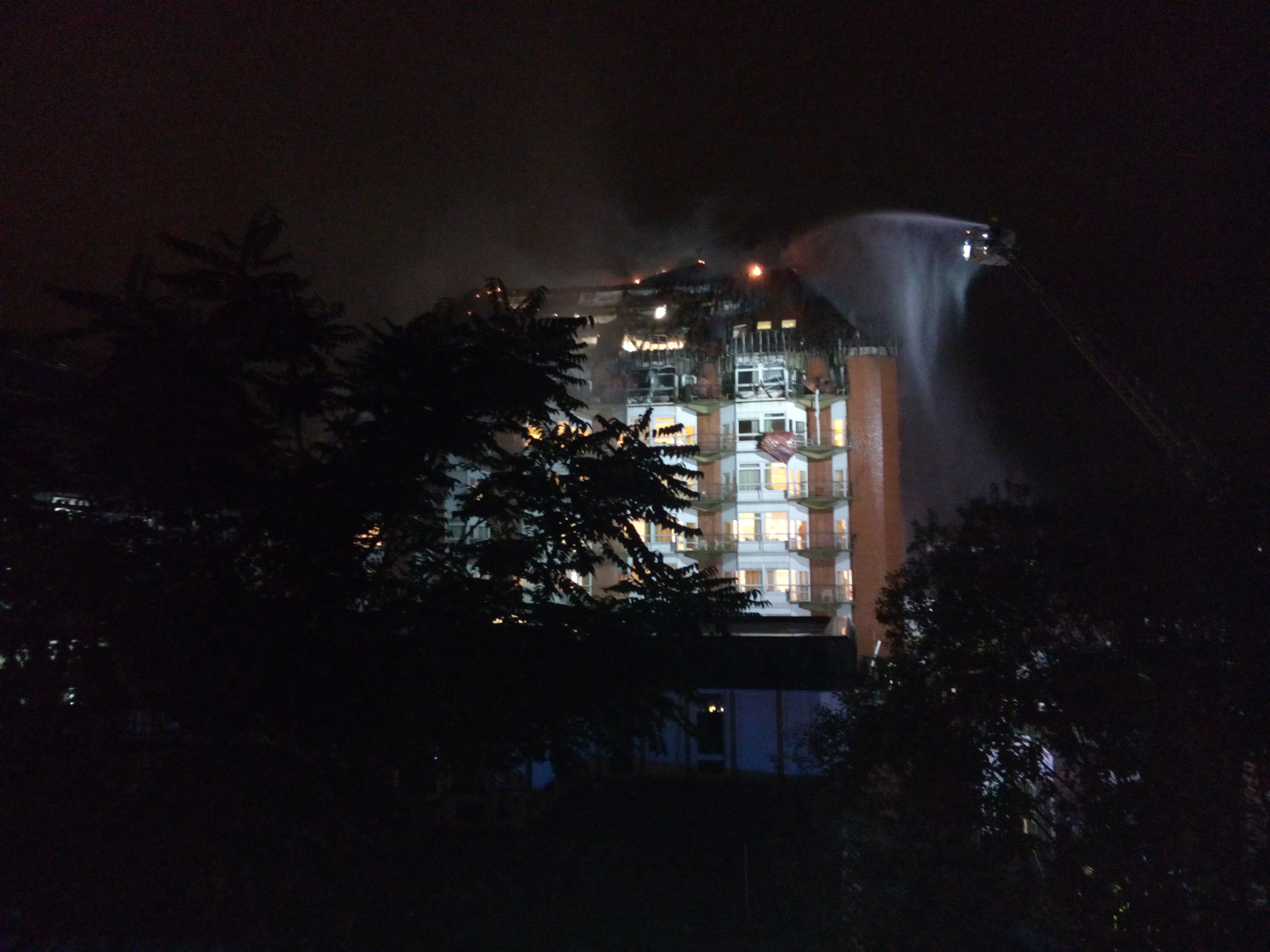
Löscharbeiten
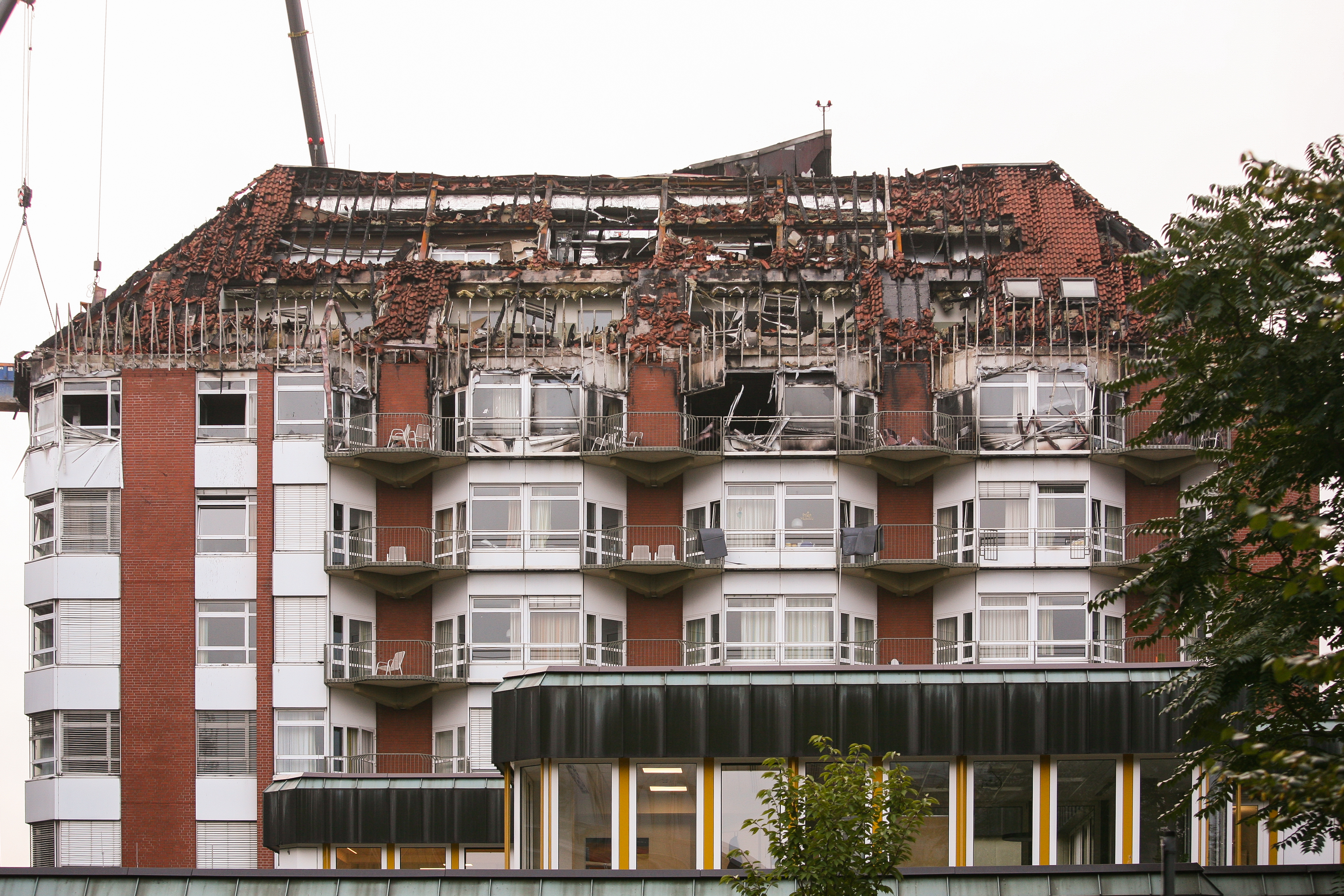
Brandschäden an der Fassade des Hauses 1

## Zahlen und Fakten
In 23 verschiedenen Kliniken und Fachabteilungen werden bis zu 638 Patienten gleichzeitig stationär behandelt. Das Bergmannsheil verfügt über vier spezialisierte Intensivstationen, eine interdisziplinäre Intermediate-Care-Station und 18 Normalstationen, darüber hinaus über eine Notfallaufnahme, mehrere Polikliniken und verschiedene Spezialambulanzen. Dadurch sichert die Klinik ein breites, hoch differenziertes Spektrum an medizinischen Leistungsbereichen ab. Das Bergmannsheil ist zertifiziert als überregionales Traumazentrum und ist Gründungsmitglied im Traumanetzwerk Ruhrgebiet. Ca. 63.000 ambulante und rund 19.000 stationäre  Patienten behandelt das Klinikum Bergmannsheil jährlich, über 10.000 Operationen, fast 3.000 Notarztwageneinsätze und 250 Hubschrauberanflüge gibt es pro Jahr. Mehr als 2.500 Mitarbeitende sind an dem Universitätsklinikum beschäftigt. Drei angeschlossene Institute sowie zahlreiche Tochterfirmen, Einrichtungen und kooperierende Praxen zur Weiterbehandlung der Patienten sind auf dem Bürkle-de-la-Camp-Platz, dem Klinikgelände mit einer Größe von über 72.000 m², konzentriert.

## Kliniken und Institute
- Chirurgische Klinik und Poliklinik
  - Chirurgische Klinik – Unfall- und Wiederherstellungschirurgie sowie Orthopädie
  - Chirurgische Klinik – Abteilung für Rückenmarkverletzte
  - Chirurgische Klinik – Septische Chirurgie
  - Chirurgische Klinik – Viszeralchirurgie
- Klinik für Neurochirurgie und Wirbelsäulenchirurgie
- Klinik für Plastische Chirurgie und Handchirurgie, Schwerbrandverletztenzentrum
- Klinik für Herz- und Thoraxchirurgie
- Klinik für Anästhesiologie, Intensiv- und Schmerzmedizin
  - Klinik für Anästhesiologie, Intensiv- und Schmerzmedizin – Abteilung für Schmerzmedizin
- Medizinische Klinik I – Allgemeine Innere Medizin, Endokrinologie und Diabetologie sowie Gastroenterologie und Hepatologie
  - Medizinische Klinik I – Abteilung für Allgemeine Innere Medizin
  - Medizinische Klinik I – Abteilung für Endokrinologie und Diabetologie
  - Medizinische Klinik I – Abteilung für Gastroenterologie und Hepatologie
- Medizinische Klinik II – Kardiologie und Angiologie
- Medizinische Klinik III – Pneumologie, Allergologie und Beatmungsmedizin
- Neurologische Klinik und Poliklinik
  - Neurologische Klinik – Abteilung für Neurologische Traumatologie und Neurorehabilitation
- Abteilung für BG Rehabilitation
- Notfallzentrum
- Institut für Radiologische Diagnostik, Interventionelle Radiologie und Nuklearmedizin
- Institut für Klinische Chemie, Tranfusions- und Laboratoriumsmedizin
- Apotheke und klinische Pharmazie

Darüber hinaus kooperiert das Bergmannsheil mit dem Zentrum für neuronales Bewegungstraining (ZNB) im Bereich der exoskelettgestützten Rehabilitation von querschnittgelähmten Patienten, das sich in direkter Nachbarschaft zum Bergmannsheil befindet. Bei der Behandlung von berufsgenossenschaftlich versicherten Patienten arbeitet es mit dem Rehabilitationszentrum Medicos Auf Schalke in Gelsenkirchen zusammen. Weitere Institute sind dem Bergmannsheil auf dem Krankenhausgelände angegliedert.

## Forschung und Lehre
Als Standort des Universitätsklinikums der Ruhr-Universität Bochum (UK RUB) ist das Bergmannsheil mit seinen Einrichtungen und Instituten auch in Aufgaben der Forschung und Lehre eingebunden. Darüber hinaus sind vier spezialisierte Forschungsinstitute an die Klinik angegliedert. Dabei handelt es sich um das Institut für Prävention und Arbeitsmedizin der Deutschen Gesetzlichen Unfallversicherung (IPA), ein Institut der Ruhr-Universität Bochum, das Institut für Pathologie der Ruhr-Universität Bochum am Berufsgenossenschaftlichen Universitätsklinikum Bergmannsheil, das Deutsche Mesotheliomregister und das Heimer-Institut für Muskelforschung. In der MT-Schule am Bergmannsheil wird Medizinisch-Technisches Fachpersonal in den Bereichen Labormedizin und Radiologie ausgebildet. Der Aus- und Weiterbildung von Pflegepersonal ist das Bildungszentrum Bergmannsheil in der Bochumer Bessemerstraße gewidmet.

## Kritik des Wissenschaftsrats 2019
In einem Gutachten über den Stand der Hochschulmedizin Nordrhein-Westfalens hat der Wissenschaftsrat im Jahr 2019 umfassende Kritik an der Art der Einbindung des Bergmannsheil in die Medizinische Fakultät der Ruhr-Universität Bochum (wie auch an der Gesamtstruktur des UK RUB) geübt. Als nicht landeseigene Kliniken sei keine Beteiligung der Medizinischen Fakultät, der Universität und des Landes an Vorstand und Aufsichtsrat des Klinikums vorgesehen, wie es für ein Universitätsklinikum eigentlich notwendig sei. Synergieeffekte zu den anderen Standorten des UK RUB erschlössen sich nicht hinreichend. Außerdem würden Forschung und Lehre sowie Innovationen und Qualitätssicherung behindert.